# Magyargencs, Veszprém
Magyargencs  este un sat în districtul Pápa, județul Veszprém, Ungaria, având o populație de 525 de locuitori (2011). 

## Demografie
Componența etnică a satului Magyargencs
     Maghiari (100%)
Componența confesională a satului Magyargencs
     Luterani (48,76%)
     Romano-catolici (30,29%)
     Reformați (3,62%)
     Fără religie (3,43%)
     Necunoscută (13,9%)
Conform recensământului din 2011, satul Magyargencs avea 525 de locuitori. Din punct de vedere etnic, majoritatea locuitorilor (100,0%) erau maghiari. Nu există o religie majoritară, locuitorii fiind luterani (48,76%), romano-catolici (30,29%), reformați (3,62%) și persoane fără religie (3,43%). Pentru 13,9% din locuitori nu este cunoscută apartenența confesională.